# 알바틴 FC
알바틴 FC(아랍어: نادي الباطن لكرة القدم)는 사우디아라비아 하파르알바틴을 연고로 하는 축구팀이다. 이 팀은 1979년에 창단되었으며, 현재 사우디아라비아 1부 리그에 참가하고 있다.

## 선수 명단

### 현역
참고: FIFA 자격 규정에 따라 소속된 국가대표팀 국기를 표시합니다. 선수는 복수의 FIFA 비회원국 국적을 가지고 있을 수 있습니다.
| 번호 | 포지션 | 국적           | 이름                    |
| ---- | ------ | -------------- | ----------------------- |
| 6    | DF     |                | 티보 페이레             |
| 9    | FW     | 사우디아라비아 | 모하메드 팔라 알-사흘리 |
| 11   | FW     | 튀니지         | 오사마 부게라           |
| 12   | GK     | 모로코         | 압델랄리 맘디           |

| 번호 | 포지션 | 국적           | 이름             |
| ---- | ------ | -------------- | ---------------- |
| 59   | MF     | 모로코         | 아이멘 베르와스  |
| 66   | MF     | 말리           | 알리 데세 시소코 |
| 77   | FW     | 사우디아라비아 | 유세프 파와즈    |

## 역대 감독
| 감독              | 임기 |
| ----------------- | ---- |
| 프랑키 베르코테랑 | 2019 |

틀:알바틴 FC 선수 명단